# Énekes izompacsirta
Az Énekes izompacsirta (Rhinestone) egy 1984-es vígjáték, melyben a főszerepeket Sylvester Stallone és Dolly Parton alakítja. Sylvester Stallone ebben a filmben a tőle megszokottól eltérően komikusi és énekesi adottságait csillogtatja meg.

## Történet
|  | Alább a cselekmény részletei következnek! |

A film egy New York-i taxis és egy country énekesnő találkozásáról szól. Jake Ferris, a Rhinestone nevű New York-i szórakozóhely üdvöskéje egy elkeseredett pillanatban azt az elhamarkodott kijelentést teszi, hogy bárkiből képes tehetséges énekest faragni. Jake főnöke fogadást köt a lánnyal; ha veszít, öt évre szerződést kell kötnie a Rhinestone-nal, és vele kell töltenie egy éjszakát. Pár órával később egy gyanútlan taxisofőr, Nick Martinelli, akaratlanul a fogadás alanya lesz, miután egy új taxiért cserébe elfogadja az énekesnő ajánlatát.

## A produkció
Stallone elutasította a Smaragd románca és a Beverly Hills-i zsaru (1984) című filmek főszerepét, hogy szerepelni tudjon az Énekes izompacsirtában.
Az eredeti forgatókönyvírót, Phil Alden Robinson-t annyira megsértette Stallone, hogy ki akart szállni a filmből, mivel Stallone alaposan átírta a történetet. Végül a producerek maradásra bírták, mert azt gondolták, hogy a neve a stáblistán jobbá teszi a film összképét.

## Fogadtatás
A filmet szinte mindenhol lehúzták a kritikusok és Stallone legrosszabb filmjének tartják. Mindazonáltal a filmzenealbum elég sikeres volt, több államban is vezette a listákat.

## Színészek és szerepeik
| Színész            | Szerep          |
| ------------------ | --------------- |
| Sylvester Stallone | Nick Martinelli |
| Dolly Parton       | Jake Farris     |
| Richard Farnsworth | Noah Farris     |
| Ron Leibman        | Freddie Ugo     |
| Thim Thomerson     | Barnett Kale    |

## Díjak és jelölések
- 1985 – Arany Málna díj – a legrosszabb színész (Sylvester Stallone)
- 1985 – Arany Málna díj – a legrosszabb filmdal (Dolly Parton)
- 1985 – Arany Málna-jelölés – a legrosszabb film (Marvin Worth, Howard Smith)
- 1985 – Arany Málna-jelölés – a legrosszabb férfi epizódszereplő (Ron Leibman)
- 1985 – Arany Málna-jelölés – a legrosszabb rendező (Bob Clark)
- 1985 – Arany Málna-jelölés – a legrosszabb forgatókönyv (Sylvester Stallone, Phil Alden Robinson)
- 1985 – Arany Málna-jelölés – a legrosszabb filmzene (Dolly Parton, Mike Post)
- 1985 – Arany Málna-jelölés – a legrosszabb filmdal (Dolly Parton)